# Уильямсон, Питер
Пи́тер Уи́льямсон (англ. Peter Williamson, 26 июля 1948 года) — английский профессиональный снукерный рефери, более известен как Пит Уильямсон. Родился и проживает в Ливерпуле.

## Биография и карьера
Питер Уильямсон начал свою карьеру судьи в 1970-х годах. До этого он долгое время был работником в Ливерпульском аэропорту. Профессиональную лицензию снукерного рефери Уильямсон получил лишь в начале 1990-х, а первый матч соответствующего уровня провёл в 1991-м. За свою профессиональную карьеру Уильямсон лишь дважды судил полуфинальные игры, но, кроме этого, он регулярно обслуживает матчи финальной стадии чемпионата мира. Также Питер судил шесть профессиональных матчей, в которых состоялось в общей сложности 6 максимальных брейков.